# فيمينا ملكة جمال الهند 2020
فيمينا ملكة جمال الهند 2020 هي النسخة السابعة والخمسين من مسابقة ملكة جمال الهند. نظرًا لوباء كوفيد-19 ، ولأول مرة في تاريخ مسابقة ملكة جمال الهند ، تم إجراء عملية المسابقة بالكامل رقميًا. تم تحديد موعد المسابقة على أربع مراحل مع النهائي الكبير الذي أقيم في 10 فبراير 2021 في فندق حياة ريجنسي ، مومباي. في نهاية الحدث توجت ماناسا فاراناسي من تيلانغانا من قبل سومان راو من راجستان ، وبذلك لها الحق في تمثل بلدها الهند في مسابقة ملكة جمال العالم 2021.
فيما توجت بالوصافة مانيكا شيوكاند من هاريانا من فبل شيفاني جادهاف من تشهاتيسجاره ، سوف تمثل الهند في مسابقة ملكة جمال الدولية الكبرى 2021.

## النتائج

### المراكز النهائية
| النتائج النهائية                    | المتنافسة |
| ----------------------------------- | --- |
| فيمينا ملكة جمال الهند 2020         | - تيلانغانا - ماناسا فاراناسي |
| ملكة جمال الهند الكبرى الدولية 2021 | - هاريانا - مانيكا شيوكاند |
| الوصيفة                             | - أوتار براديش - مانيا سينغ |
| أفضل 5                              | - غوجارات - خوشي ميشرا - كارناتاكا- راتي هولجي |
| أفضل 15                             | - تشاتيسغار - أنجيلا كومار - جهارخاند - روبالي بوشان - كيرالا - لينا لال - ماهاراشترا - أنجيليكا ساوهني - ناجالاند - زوتشوبيني تونجو - نيودلهي - سوبريا الضاحية - البنجاب - كارونا سينغ - راجستان - أرونا بينيوال - أوتارانتشال - ايشواريا جويل - غرب البنغال - مولي هالدار |

### الحكام
- نيها دوبيا - ملكة جمال الهند 2002
- تشيترانجادا سينغ - ممثلة
- شين بيكوك - مصمم أزياء
- فالجوني بيكوك - مصمم أزياء
- بولكيت سامرات - ممثل

## روابط خارجية
- ملكة جمال الهند الموقع الرسمي